# Tir fédéral
 (octobre 2023).
Un tir fédéral (ou fête fédérale de tir, en allemand Eidgenössische Schützenfest, en italien Festa tiro federale, en romanche Festa federala da tir) est considérée comme l'une des principales manifestations nationales de l'État fédéral et de la démocratie modernes en Suisse. En tant que fête de tir, elle a joué un rôle majeur dans la construction de la nation (Willensnation) qu'est la Suisse et reste importante pour sa cohésion. Ses racines traditionnelles sont étroitement liées à l'ancienne Confédération et à ses efforts d'alliance et de souveraineté.

## Histoire
De nombreuses fêtes de tir (tirs francs ou tirs libres, Freischießen en allemand) sont organisées dans plusieurs régions de la Suisse et de l'Allemagne depuis le Bas Moyen Âge,.
Au 19e siècle, ces fêtes connaissent un renouveau sous la Médiation et prennent leur essor avec la fondation de la Société suisse des carabiniers (devenue Fédération sportive suisse de tir en 2002) en 1824 à Aarau et l'organisation du premier tir fédéral (fête fédérale de tir).
Dès 1824, cette manifestation sportive et patriotique est organisée toutes les années, puis, à partir de 1830, tous les deux ou trois ans. Elle devient, surtout durant la Régénération, le point de rencontre des libéraux et elles entrainent la création, dans les cantons régénérés principalement, de nombreuses sociétés, au rôle à la fois politique et paramilitaire, qui, dès 1831, reçoivent pour la plupart une aide de l’État.

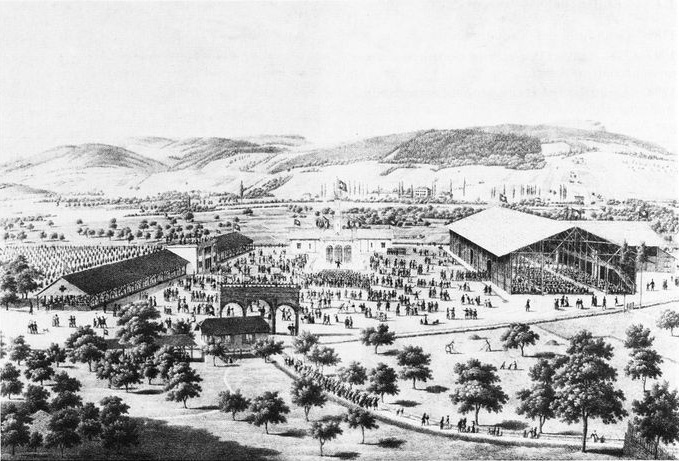
Tir fédéral d'Aarau en 1849.

C'est parfois l'arme à la main que leurs membres prennent part aux luttes politiques d'avant 1848, comme au Tessin lors de la révolution libérale de 1839 et de la contre-révolution conservatrice avortée de 1841. En Suisse alémanique, des sociétés de tir participent au complet aux expéditions des Corps francs en 1844 et 1845.
Les tirs fédéraux donnent lieu, durant les années 1840, à des confrontations violentes entre radicaux et conservateurs. Les cantons catholiques conservateurs les boycottent d'ailleurs au début.
Elles ne s'introduisent véritablement chez les anciens membres du Sonderbund qu'après 1861, année où est organisée à Stans, malgré l'opposition du gouvernement cantonal de Nidwald et du clergé local, la vingtième fête fédérale, voulue comme un geste de réconciliation nationale sous le patronage du Conseil fédéral.

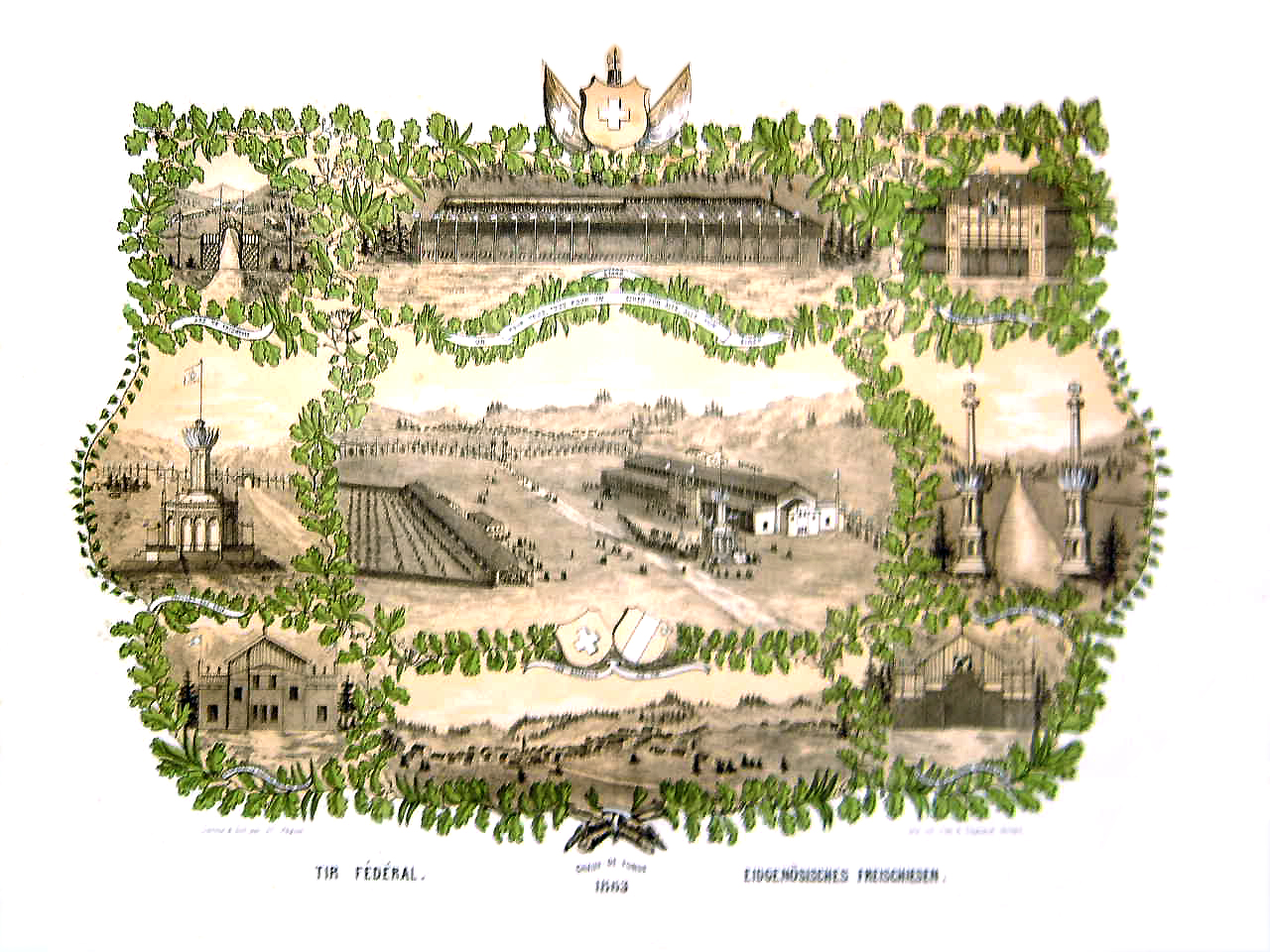
Tir fédéral de 1863 à La Chaux-de-Fonds.

Après l'introduction du service militaire obligatoire en 1848, prescrit par l'Organisation militaire de 1874, le tir hors du service devient lui aussi obligatoire, les sociétés de tir étant désormais chargées d'organiser les exercices. Des stands apparaissent alors peu à peu dans presque chaque localité du pays. La distance règlementaire de 300 mètres est fixée lors de la fête fédérale de 1872 à Zurich, les tireurs utilisant des armes à chargement par la culasse, comme le fusil Vetterli ou la carabine Martini. Les mousquetons modèles 11 et 31 sont adoptés comme seule arme règlementaire respectivement en 1911 et 1931, puis les fusils d'assaut 57 et 90 de la Schweizerische Industrie-Gesellschaft furent successivement déclarés arme d'ordonnance.
L'institution du tir annuel obligatoire remonte à l'organisation de 1907. Le Département militaire fédéral écrit en 1908 à toutes les sociétés de tir pour leur confier l'organisation des tirs obligatoires et prescrit en même temps l'affiliation des hommes à une société de tir. Celles-ci se chargent également des cours de jeunes tireurs institués en 1909 par le Département. Entre les composantes civique et militaire de la pratique du tir est ainsi établi un lien que la menace extérieure des deux guerres mondiales et l'affiliation forcée - de fait - aux sociétés de tir peuvent maintenir pendant près d'un siècle.
Dès les années 1970, la représentation (masculine) du citoyen-soldat remporte de moins en moins d'adhésion. L'abolition par le Conseil fédéral en 1996 de l'affiliation obligatoire à une société de tir entraine une rapide baisse du nombre de membres de la Fédération suisse; l'effectif, en constante augmentation jusqu'en 1986 (588 401 membres) chute ensuite (229 371 en 1997, 149 977 en 2009).

## Organisation
Les tirs fédéraux sont organisés par des sociétés locales de tir et chapeautées par la Fédération sportive suisse de tir (précédemment Société suisse des carabiniers).

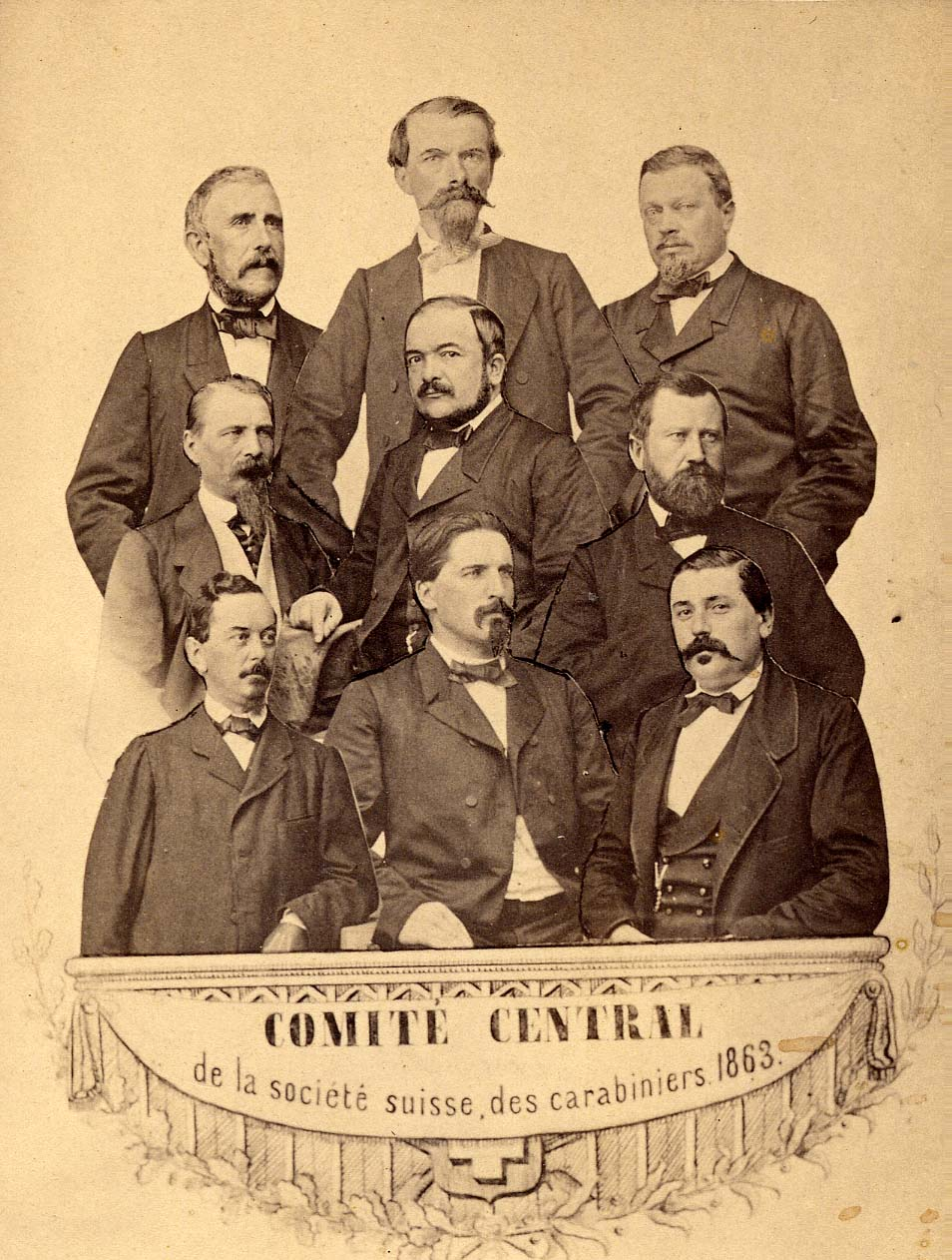
Comité central de la société suisse des carabiniers en 1863.

## Infrastructures et architecture des tirs fédéraux
Les infrastructures construites pour les tirs fédéraux sont très caractéristiques.

Outre le stand de tir proprement dit, le lieu de la fête comprend généralement des infrastructures temporaires qui sont largement représentées dans l'iconographie de l'époque, notamment une entrée monumentale, un pavillon des prix (Gabentempel en allemand) et une cantine (Festhütte en allemand) largement décorée. Plusieurs œuvres d'art sont créées pour l'occasion, en particulier des statues et peintures.

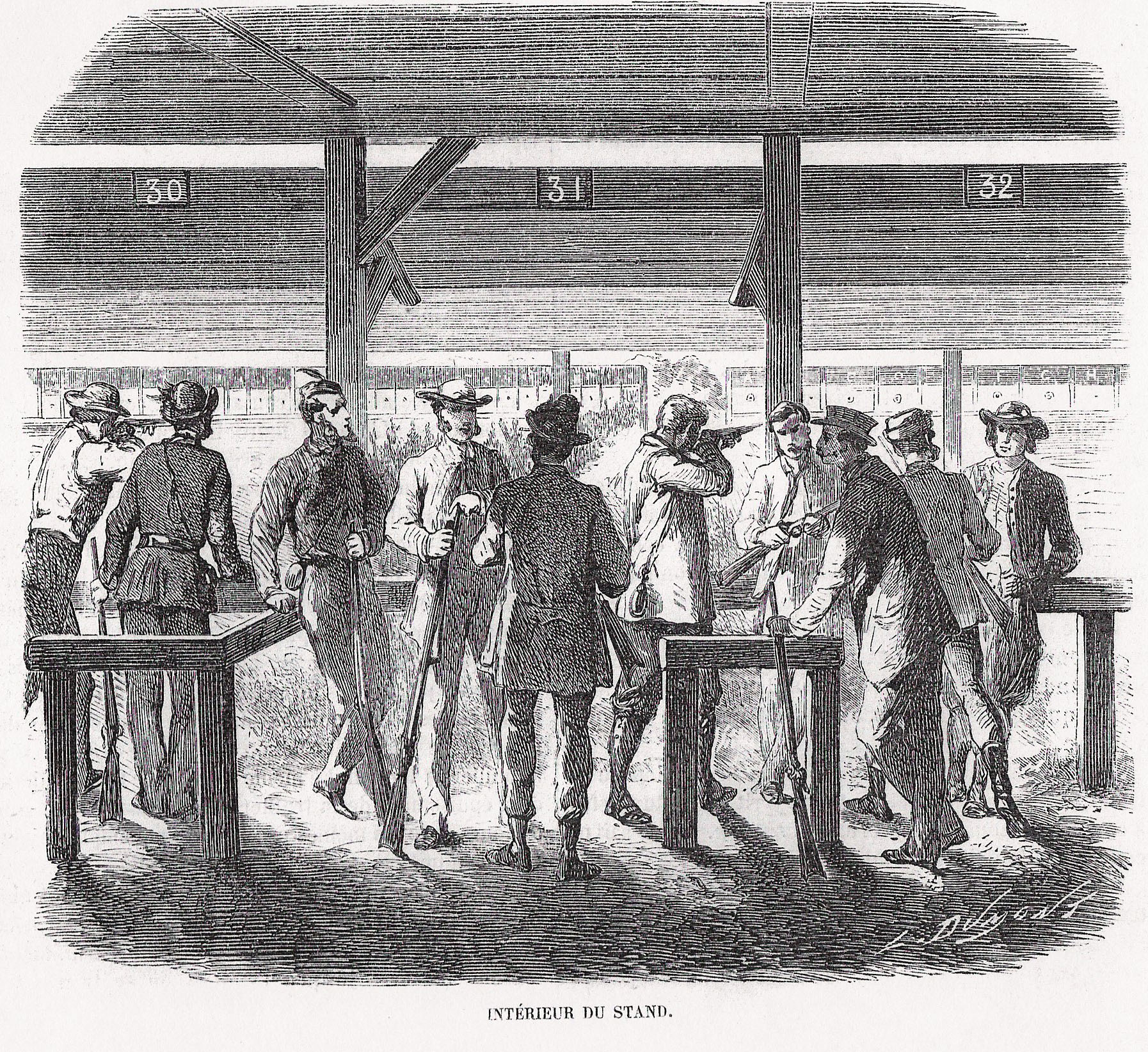
Intérieur du stand de tir lors du tir fédéral de 1863 à La Chaux-de-Fonds.
Cantine (Festhütte) lors du tir de 1904.
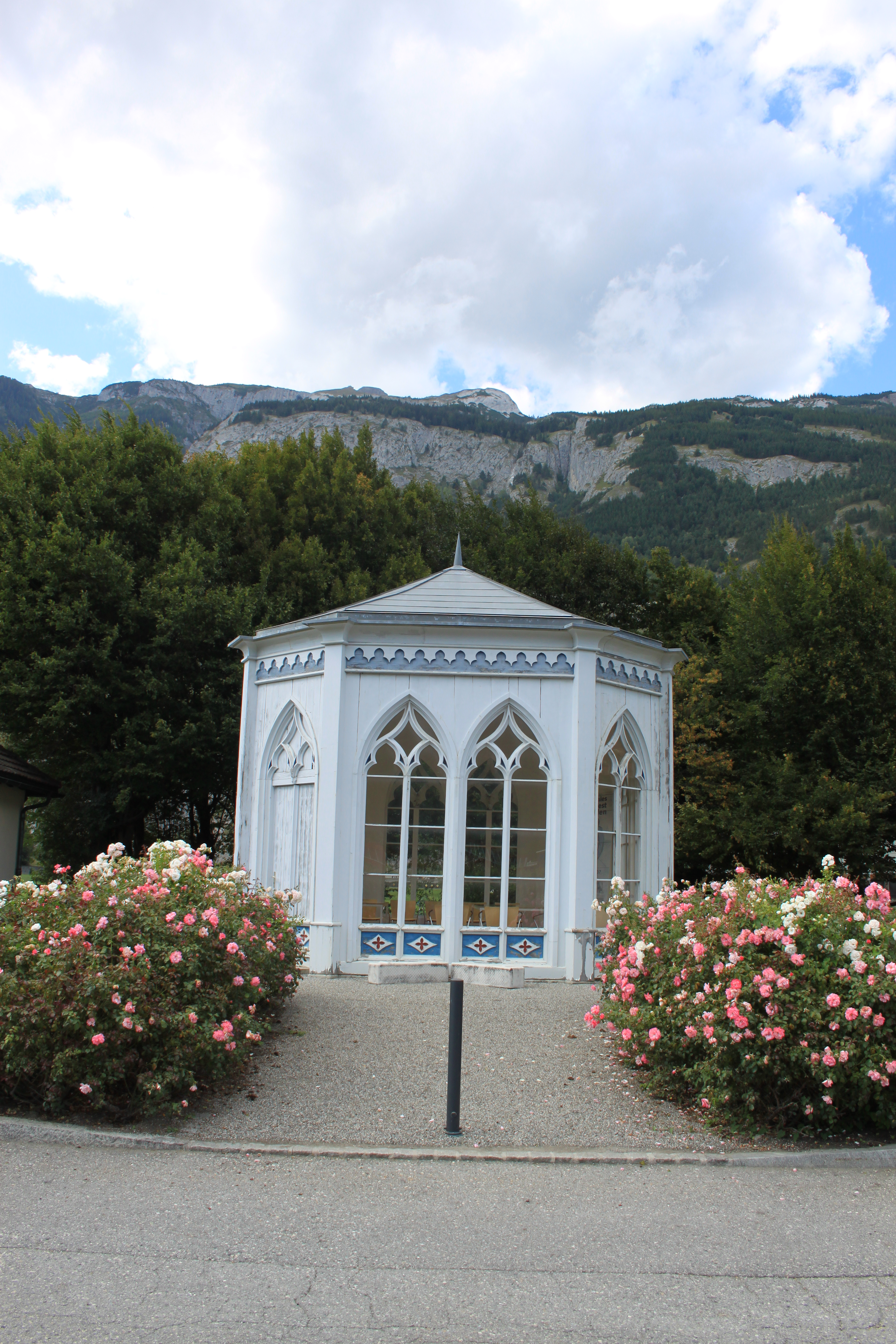
Pavillon des prix (Gabentempel) à Coire.
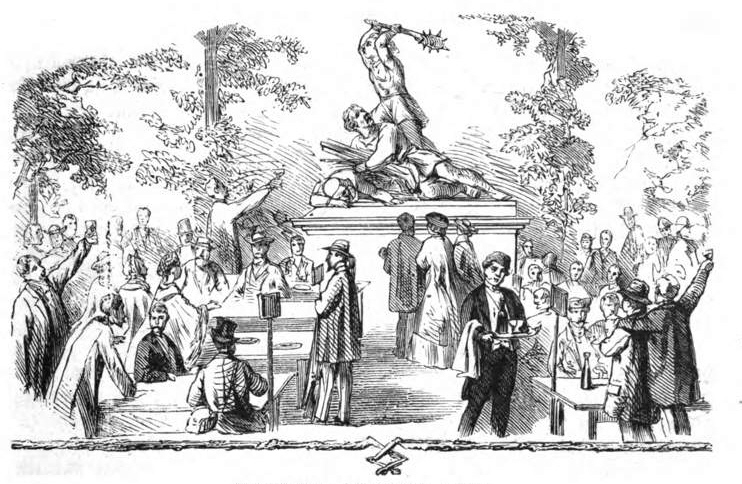
Monument Winkelried à Stans inauguré lors du tir de 1861.

Le local des tireurs construit à l'occasion de la fête fédérale de 1885 à Berne donne naissance en 1914 au Musée suisse du tir (Musée suisse des carabiniers), qui présente l'histoire de cette activité en Suisse depuis le 19e siècle.

## Monnaie de tir (Schützentaler)
Les tirs fédéraux ont donné lieu à une importante production numismatique de monnaies ou médailles de tir.

## Représentations dans la littérature
La pratique du tir et les fêtes de tir suisses apparaissent dans plusieurs récits littéraires dès le 19e siècle :
- Gottfried Keller, Le fanion des sept braves, 1861 (traduction française 1919).
- Jeremias Gotthelf, Der Herr Esau, posthume, 1922.
- Maurice Denuzière, Helvétie, 1992-1998.